# Marco (Marco de Canaveses)
A Freguesia de Marco é uma freguesia portuguesa do Município de Marco de Canaveses, com 17,39 km² de área e 11067 habitantes (censo de 2021), tendo, por isso, uma densidade populacional de 636,4 hab./km².

## História
Foi criada aquando da reorganização administrativa de 2013, resultando da agregação das antigas freguesias de São Nicolau, Tuias, Fornos, Rio de Galinhas e Freixo. Aqui se situa a sede do Município de Marco de Canaveses.

## Demografia
A população registada nos censos foi:
| Distribuição da População por Grupos Etários | Distribuição da População por Grupos Etários | Distribuição da População por Grupos Etários | Distribuição da População por Grupos Etários | Distribuição da População por Grupos Etários | Distribuição da População por Grupos Etários |
| -------------------------------------------- | -------------------------------------------- | -------------------------------------------- | -------------------------------------------- | -------------------------------------------- | -------------------------------------------- |
| Antes da agregação                           |                                              |                                              |                                              |                                              |                                              |
| Ano                                          | 0-14 anos                                    | 15-24 anos                                   | 25-64 anos                                   | >= 65 anos                                   | Total                                        |
| 2001                                         | 1934                                         | 1552                                         | 5155                                         | 957                                          | 9598                                         |
| 2011                                         | 2014                                         | 1352                                         | 6464                                         | 1184                                         | 11014                                        |
| Após a agregação                             |                                              |                                              |                                              |                                              |                                              |
| Ano                                          | 0-14 anos                                    | 15-24 anos                                   | 25-64 anos                                   | >= 65 anos                                   | Total                                        |
| 2021                                         | 1501                                         | 1355                                         | 6438                                         | 1773                                         | 11067                                        |